# The Thomson Corporation
The Thomson Corporation a fost o companie furnizoare de știri, al cărei clienți principali erau ziarele, televiziunile și alte companii media. Compania a fuzionat în luna aprilie 2008 cu compania Reuters, formând un gigant al informațiilor financiare și media numit Thomson Reuters.
Istoria companiei începe în anul 1934 când Roy Thomson a cumpărat primul ziar din Canada, The Timmins Press, din Ontario. În anul 1954, Roy Thomson deținea deja cel mai mare număr de ziare din Canada în comparație cu alte grupuri de presă.

## Legături externe
- www.thomson.com - Site web oficial